# OUT (井口達也・みずたまことの漫画)
『OUT』（アウト）は、原作：井口達也、漫画：みずたまことによる日本の漫画作品。『ヤングチャンピオン』（秋田書店）にて2012年No.13から連載中。2024年6月時点での単行本の累計発行部数は700万部を突破している
。
品川祐の小説『ドロップ』の登場人物にして実在の人物でもある井口達也が、少年院出所後の生活拠点である西千葉の暴走族「斬人-キリヒト-」のメンバーを中心とした仲間達と出会い、様々なトラブルに巻き込まれる刺激的な更生生活を描いた不良漫画。井口達也本人の青年時代の実体験を基にした物語であるが、登場人物の服装や髪形は当時のものではなく、スマートフォンなどの電子機器が登場するなど現代風のアレンジが随所に施されている。
2023年に実写映画版が公開された。

## 登場人物
演の項目は実写映画のキャスト。
井口 達也（いぐち たつや）
演 - 倉悠貴
本作の主人公。17歳。
かつて東京都狛江市で「狛江の狂犬」として名を馳せた伝説の不良であり、地元の暴走族である「狛江愚連隊」の特攻隊長であったが、抗争の最中に警察に逮捕されたことにより少年院に入れられることとなった。半年間の少年院生活を経て、保護監察官の監視下に置かれる、悪友が多数居る地元狛江市以外の地に生活の拠点を置くという条件付きで出院し、叔母夫婦が経営する焼き肉店「三塁」に住み込みで働きながら生活を送ることとなる。喧嘩などの揉めごとを起こしたことが明るみに出ると少年院に逆戻りになってしまう。
出院初日、自宅近所のコンビニエンスストアに煙草を買いに行ったところ、暴走族「斬人」の副総長である安部要に遭遇し、ガンを飛ばされ反応してしまったことで早速喧嘩になってしまう。その喧嘩に辛くも勝利した後は、要の喧嘩前の約束（負けても他言しない、負けたらライターを渡す）を守る律儀な性格と、自分に勝利したことを他言しないよう頼み込む間抜けさを面白く感じ、意気投合し親友同士となる。
その後も要との繋がりで、弟分の今井啓二、斬人総長に君臨する丹沢敦司とも交流を深めていくが、保護委託中という境遇と、自身一人でも丹沢や要と対等に接したいという理由から、丹沢からの斬人メンバー入りの誘いを断っている。
性格は元暴走族の特攻隊長だけあり短気でお調子者だが、動物好きであり野良犬の「ニク丸」、野良猫の「ジジ」、丹沢が拾ってきた猫などを自宅で育てている。上記の境遇から喧嘩にならないよう自身の感情にブレーキをかけるよう心掛けており、「爆羅漢」との抗争以降は「キモ悪（キレない・モメない・悪さしない）」を合言葉にトラブルを起こさないよう努力している。ただし要や今井など、自身にとって大切な人間の返し（敵討ち）のためには危険を辞さないなど、確固たるポリシーを持っている。
毎日欠かさず筋トレを行っているため戦闘力は非常に高く、一般的な不良数人であれば自身1人で圧倒できる程であり、爆羅漢のNo.3である下原賢三に勝利したこともあって、その実力は丹沢をはじめとする斬人メンバーから一目置かれている。
靴ひもがまともに結べないほど不器用であり、少年院での更生生活時には大小様々な紙で数千羽の折鶴を折るという苦行を強いられ、それ以降折り鶴がトラウマになり見ることにも嫌悪感を抱くようになっている。
爆羅漢との抗争から数週間後、街でナンパをしている際に斬人6代目総長である弦巻良樹と遭遇。自身と同じく保護委託中という境遇から意気投合するが、直後に7代目からの斬人奪還を目的として6代目幹部を中心に結成された、狂乱鬼の決起会に巻き込まれることとなってしまい、斬人との関係もあり頭を悩ませる事態になっている。しかし良樹達と会っていたことを知った丹沢から今回の抗争に関わらないで欲しいという忠告を受けたことと、狂乱鬼幹部である楽崎海との話し合いにより、今回の抗争にはどちらに加担しても怨みしか残らないという理由から、斬人と狂乱鬼の抗争には関わりを持たないと決めている。
今井 啓二（いまい けいじ）
演 - 山崎竜太郎
要の弟分で1歳下の16歳。自称「要組」であり、斬人の正式メンバーではない。小柄な体型と短髪が特徴。
中学生のころ、多対戦の喧嘩で窮地に追い込まれていたところを要に助けられ、それ以降要を兄貴分として尊敬している。要への尊敬の念が強すぎるためか、彼をバカにしたり馴れ馴れしく接する人間を許せず喧嘩をしかけるようになってしまっており、要からは度々鉄拳制裁を喰らっている。その性格は達也、要曰く「優しすぎる故に凶暴になっちまったタイプ」とのことである。
要と仲良くしていたことを理由に、初対面の達也にも因縁をつけたもののすぐさま要に止められる。そして要を「オッサン面」とバカにした不良4人組にターゲットを変更し警棒で喧嘩を仕掛けるが、善戦するも及ばずに敗北。要から貰った大切な指輪（高価に見えるが、要がゴミ捨て場で拾ったただのガラクタ）を奪われる羽目になる。しかし一部始終を見ていた達也がその4人を倒し指輪を取り戻したため、これに恩義を感じ達也のことも要同様に慕うようになる。
小柄な体型とは裏腹に大飯食らいであり、達也や要と「三塁」で食事をするときは、常時口いっぱいに肉を頬張っている。
爆羅漢との抗争で要が意識不明の重体に陥った後、単身で爆羅漢へ乗り込もうとしたが達也に止められる。いきり立って達也に襲い掛かるが敗北し、丹沢の依頼でタイマン3本勝負の1試合目を買って出た達也に望みを託した。
爆羅漢との抗争以降、ギクシャクしていた達也と要の仲を取り持ったり、偶然から狂乱鬼と意気投合してしまった達也に西千葉の勢力図を説明しながら危険を忠告するなど、喧嘩っ早い性格が少しずつ薄れている。

### 斬人
西千葉を拠点とし、地元でも指折りの勢力を誇る暴走族。総長である丹沢敦司をはじめ猛者揃いのチームであり、一部のチームから狙われることも多く、当チームに関連するトラブルや揉めごとがこの物語の中心となっている。作中での幹部連は7代目となっている。
丹沢 敦司（たんざわ あつし）
演 - 醍醐虎汰朗
斬人7代目総長。17歳。やや小柄で細身の体型と金色の長髪に加え、中性的な顔立ちから一見すると女子そのものであり、初対面の達也が女子だと思い込んでナンパ口調で話しかけたほどである。バイクの扱いが異常にヘタで、チームのメンバーから馬鹿にされている。チュッパチャプスのような棒付きキャンディを舐めていることが多く、常に両腕にバンテージを巻いている。
総長に君臨するに相応しい戦闘力・頭脳・カリスマ性を兼ね備えているが、普段は無邪気でおどけた立ち居振る舞いが多く、同い年のメンバーからは「あっちゃん」と呼ばれ慕われている。中学生のころから男女問わずモテていて、幼馴染である副総長の要曰く「ずっとモテ期の確変に入っている」とのことである。普段は自身もしくは身内が経営する「（有）丹沢解体所」で自動車の解体・メンテナンスを行っており、その社内が斬人の主な集会場所となっている。
爆羅漢との抗争では、No.1の下原一雅からの「手打ちにして同盟を組みたい」という要求を跳ね除け、最終戦でその一雅と対決。対決前は実力伯仲と思われていたが、一撃で立ち上がれない程のダメージを与えて圧倒し勝利、その喧嘩を見た達也も「こいつは格が違う」と確信するまでに至った。
敵、味方をはっきりと区別しており今井曰く一度でも反目した相手や敵と見なした人間には容赦せず、6代目のメンバーの先輩を二度と単車に乗れない体にしている。また目黒曰く「中と外とで完全に割り切ることのできる性格」であり、爆羅漢との抗争でも、殺し合いのような展開にまで発展した達也のタイマンには介入しなかったものの、大量出血で危険な状態であると見なした圭吾のタイマンには真っ先に制止に入っており、達也に対して仲が良くともあくまで一線を引いていることを暗に示している。高いカリスマ性を持つ反面、上述の通り冷酷かつ残忍な一面を持っているためか、自身のことを「最低最悪の救えねぇどうしようもないクズ野郎」と評している。
「斬人のメンバーに手を出した人間を許さない」「メンバー内での喧嘩・モメごとは禁止、自身もメンバーに手を出さない」というルールを信条としている。そのため要の紹介で知り合った達也とは仲良く接しているものの、要に手を出した達也を心底では許せずにいる。達也に手を出さないよう斬人のメンバーに勧誘しているが、上述の通り断られている。
狂乱鬼との抗争中、達也と狂乱鬼幹部が接触していたことを耳にし、達也には1年前の狂命戦争の概要および斬人5代目総長である皆川状介の人となりなどを話した上で、たとえ何があっても今回の抗争には関わらないで欲しいと釘を刺した。
狂命戦争で皆川状介を殺害した犯人を弦巻良樹と確信しており、彼に対して異様な復讐心を抱いている。
中学の時母親の彼氏である南田龍介に恐怖し、母のある言葉をきっかけに自殺しようとするも皆川に止められ、後日南田の暴力によって意識不明の重体に陥るも一命を取り留め（その際母親とも和解している）、後に南田が誰かに殺されたことを知り、その犯人が皆川だと勘付きつつも黙認し、二度に渡って皆川に救われたことから、以降は彼とは固い友情で結ばれている。
安部 要（あべ かなめ）
演 - 水上恒司
斬人7代目副総長。達也と同い年の17歳であるが、188センチメートルの高身長と鍛え上げられた肉体に加え、老け顔のため17歳には見えない風貌をしている。特に老け顔は本人もかなり気にしている。
上述の理由から出院初日の達也と喧嘩になり惜敗。それ以降は元々「三塁」の常連であることから従業員の達也と意気投合し親友同士となり、弟分の今井と共に遊ぶようになる。趣味は筋トレであり、その点も達也とウマが合い、達也の自宅でトレーニングをしながらお互いの筋肉を誉め合う姿を、今井からは気持ち悪がられている。普段は土木作業に従事しており、それにより肉体が鍛え上げられているとも言えるため、自身の筋肉を「ガテン筋」と呼んでいる。
達也ほどではないが少々短気ではあるものの、律儀で優しい性格の持ち主。爆羅漢No.2の下原孝二を倒した後、共にいたメンバーには病院に連れて行くよう促したり、腹心である武藤が捕えた爆羅漢のメンバーをわざと見逃すなど、敵対するチームのメンバーにも妙に優しい一面がある。そのため丹沢からはやや心配されているものの、チーム内での人望は非常に厚い。また保護委託中の達也をことあるごとに気に掛けており、軽い気持ちで斬人と爆羅漢の抗争に介入しようとしていた達也に対しては、関わらせないように殴り合いの喧嘩にまで発展している。
爆羅漢との抗争では、上述の通り自身よりさらに巨漢であるNo.2の下原孝二にゲリラ戦を仕掛けられ、窮地に追い込まれながらも逆転勝利。しかし後日、上述の達也との喧嘩後、No.3の下原賢三が仕掛けたゲリラ戦にて彼の運転するワゴン車に撥ねられたことにより意識不明の重体となった。達也がその下原賢三に勝利してほどなくしてから意識を取り戻し、数週間で健常体になるまでに回復した。退院直後はチームの集会への参加が禁止されていたことからストレスを溜め込み、「キモ悪」を合言葉に自身にブレーキをかけ同じくストレスを溜めていた達也とはギクシャクした関係になっていたが、今井の作戦により和解している。
達也が6代目斬人幹部であった良樹達に遭遇したことを耳にした際は、達也を必要以上には責めず、丹沢から抗争の背景の詳細を聞いた後の達也の所感を聞き、自身が斬人5代目総長である皆川状介を慕うきっかけになった出来事を達也に話した。
狂乱鬼が仕掛けたゲリラ戦で斬人の半数近くの戦力を失ったことを受け、かつて斬人と友好関係であった阿修羅の集会場所へ乗り込み、現在の斬人と阿修羅との関係性および元阿修羅の副総長であり現狂乱鬼の副総長の三浦の転身の理由等を総長である火咲に確認した。その際今の斬人の方針を見直すよう火咲から勧められたが、一定の理解は示しつつも、もうそんな時代ではないと言って勧めを拒否した。
張間 充（はりま みつる）
斬人副総隊のNo.2。特攻隊の長嶋、山口とは中学時代からの不良仲間で、彼等と同様の経緯で斬人に入隊する。
長嶋 圭吾（ながしま けいご）
演 - 與那城奨（JO1）
斬人7代目特攻隊長。180センチメートル超の長身で非常に無口、メガネが似合う17歳。幼少期は父の教えで剣道を習っており、中学では全国レベルの実力者であった。そのため相手の攻撃の見切りがよく、木刀を使う技術に長けている。多対戦においてはその木刀1本で相手をなぎ倒す。ただし、木刀を使うのは多対戦のときだけと決めている。
喧嘩好きのバトルジャンキー。自分勝手な喧嘩が禁止されている斬人では喧嘩衝動が高まったとき折り鶴を折る癖があり、その癖に対しての丹沢や達也からの評価はよくない。無類の喧嘩好きという性質からメンバーの喧嘩にいち早く駆け付けるため、チーム内では要に勝るとも劣らない人望の持ち主である。
爆羅漢との抗争では要が意識不明の重体に陥った直後、特攻隊のメンバーを引き連れ爆羅漢を襲撃し多数のメンバーを倒し下原一雅の連絡先を入手したが、不意を突かれ脇腹をナイフで刺されてしまい重傷を負う。タイマン3本勝負への参戦を丹沢から止められていたが、要の返しに懸ける思いからこれを振り切り参戦。2戦目を務め、相手であるNo.2 下原孝二の膝をへし折り圧倒したが、大量出血のため丹沢より制止が入り敗北となった。
狂乱鬼の遊撃隊長、風間美鈴（以下フーリン）がメンバー数人を引き連れ丹沢へゲリラ戦を仕掛けた際、駆け付けると同時にフーリン以外のメンバーを次々となぎ倒したものの、フーリンの一撃で大ダメージを負い、そのショックからか行方知れずとなっていたが、狂乱鬼の服を着て、金属バットよりも太く長い八角棒を持ち狂乱鬼メンバーと共に達也・トシの前に現れる。狂乱鬼に寝返ったと思いきや、その集団のリーダーであった元爆神蜘特攻隊長・柿崎の喉元に八角棒で強烈な一撃を喰らわせ、その場にいた狂乱鬼メンバーも殲滅。しかしその直後トシの頭部にも八角棒を振り下ろし、それに怒った達也とタイマンになり、達也の猛スピードの特攻で八角棒を弾かれる。直後トシの制止にあい勝負は中断となり、起き上がった柿崎を幾度となく八角棒で殴打し、再び姿を消してしまった。
山口 俊男（やまぐち としお）
斬人特攻隊のNo.2で要や丹沢と同い年の17歳。五分刈りにした短髪と左頬の傷が特徴。通称「トシ」。普段は温和な性格をしており達也に対しても友好的に接している。
圭吾に対しては友情を超えた愛情を持っている。
狂乱鬼の抗争では狂乱鬼メンバー数名に強襲され、何とか逃げ切ったものの頭部に6針を縫う怪我を負う。フーリン強襲以降1箇月以上姿を消している圭吾を心配しあちこちを探し回り、はては群馬方面にまで脚をのばしている。
公園でトレーニングをしていた達也と談笑していたところに、狂乱鬼のメンバー含め上述の圭吾と遭遇。圭吾と共に狂乱鬼メンバーをなぎ倒すが、直後圭吾から八角棒で頭部を殴打される。タイマンに発展した達也と圭吾を制止し、再び立ち去った圭吾を追って東奔西走している模様。
橋本建信（はしもと　けんしん）
斬人特攻隊No.3。17歳。ヤードでの戦いでは、現狂乱鬼メンバーで元爆神蜘親衛隊長の桐野剛を瞬殺して一方的に痛めつけ、助っ人に現れたフーリンとも一時渡り合う実力者。フーリンからは腕っぷしと統率能力は幹部クラスに勝るとも劣らない実力を有しているが、人格面に難があると評されている。占い好きの一面を持つが、あまり当たらない模様。
田口 勝（たぐち まさる）
演 - 小柳心
斬人7代目遊撃隊長。17歳。チーム1の巨漢で柔道経験者であり、マウンティングスタイルの喧嘩を得意とするパワーファイター。気性が荒く周囲と揉めごとを起こしやすいトラブルメーカーであり、幼馴染である目黒から頻繁に注意を受けている。
また、金銭面でもだらしないなど欠点が目立つが、斬人への愛情と丹沢への忠誠心は周囲からも認められていた。中学時代から目黒とのコンビで札付きの悪と言われていたが、自身よりもさらに有名で人気の高い丹沢に幾度となく喧嘩をしかけるが全て敗北し、次第に自分と対等に接してくれる丹沢を敬愛するようになったことが、忠誠心のきっかけである。
爆羅漢との抗争後、丹沢からの斬人勧誘を断った達也を気に入らず、その上直属の後輩である沢村達が爆羅漢との抗争で奮闘した達也に憧れを持つようになったことで、ますます達也を目の敵にするようになり、街の不良達のみならず後輩の沢村達までも一方的に痛めつけた上にカツアゲを行うなど、荒んだ私生活を送るようになっていた。そのことを聞きつけた丹沢から「もし再度仲間に手を出したら斬人を抜けてもらう」という忠告を受けていたが、それに逆上しさらに沢村達を痛め付けた。
その所業に耐えかね、フーリンの扇動も受けた沢村達から逆襲されるが、嘘泣きをして油断させた上で逆転。偶然通りかかった達也がこの一部始終を見ていた上に、上述の通り目の敵にしていたこともありタイマンに発展。序盤は得意のマウンティングスタイルで有利に対決を進めていたが、隙を突かれた肘打ちや頭突きを受けダメージを負い、最終的には達也の渾身の右を受けて倒れる形で敗北となった（達也自身は引き分けと言っているが、目黒はあれは井口の勝ちと評している）。
達也とのタイマン後、騒ぎを聞いて駆け付けた要に丹沢の忠告を無視したことを注意されるが、目黒が口止めを頼み込んだことと達也の後押しもあり、見逃される形となった。しかしこの騒動を聞いた斬人別動隊のマルコ・王が丹沢に内容を伝えたことで、最も敬愛する丹沢から脱退を命じられるという自身にとって最悪の形で斬人を去ることとなった。
その後は一度西千葉から去るものの、かつての暴挙に恨みを持つ人間たちの手により自宅のならず同居していた祖母までもが襲撃される憂き目に遭い、祖母を守るために戻ったものの襲撃はエスカレートする事態となっていた。困窮しきっていたところを海に声を掛けられ、狂乱鬼への参加を果たすこととなった。その手始めに狂乱鬼メンバーを引き連れ、マルコ・王を襲撃し拘束している。
狂乱鬼入隊後は海・角田兄弟に付き従い隠れ家のヤードの仕事をこなしていたが、海から幼馴染である目黒の殺害を命じられる。元々その程度の腹をくくっていたということで快諾したが、公衆トイレで恐怖心に打ち震えていたところをニカクに目撃され、重責を負わない内に去るよう勧められた後、行方不明になっていたが、目黒襲撃の場となった公園の茂みに斧を持って潜んでいた。目黒を襲撃するかと思われたが、タイミングを逃した上、目黒とイッカクとの会話の中で彼の仲間を思いやる言葉を聞き、苦悶の表情を浮かべていた。そして、イッカクを倒した後にニカクとの連戦になった目黒の元に駆け付け、目黒と共闘してニカクを倒した。その後、隙を突いて目黒を殺害したが、実は狂乱鬼に参加した時から既に丹沢らと繋がっており、狂乱鬼のヤードを突き止めるためスパイになっていたことが判明し、目黒も殺害したフリをして生かしており、前述のマルコと王の襲撃もわざと手加減し、拘束時も二人が逃げられるよう仕組んでいた。そして、計画通り海の信用を得たことでヤードに匿われ、その居場所を丹沢らに伝えた。その後、捕らえられた翔と蓮を助けた際、裏切りに気付いた海に襲撃されるも、機転を利かせて海を銃撃した。
軽部 玄也（かるべ げんや）
斬人遊撃隊No.2で金髪ミディアムヘアの17歳。チャラい外見と、語尾を妙に伸ばした喋り方と「キキキッ」という笑い方が特徴のお喋りだが、遊撃隊No.2という立場が示す通り一定の実力を有する男。斬人から狂乱鬼にスパイとして潜入している田口のサポートに努める。ヤードでは、真っ先に田口の安否確認に向かい、田口の指示に従って下原賢三の窮地を救う。
目黒 修也（めぐろ しゅうや）
演 - 大平祥生（JO1）
斬人7代目親衛隊長。17歳。オールバックにした長めの金髪と常時装備しているサングラスが特徴。父親が4回変わっている等複雑な家庭環境で育ち、同じく複雑な家庭環境で育った田口とは気の置けない幼馴染の親友同士である。サングラスは頼みごとや謝罪に際して頭を下げるときのみ外している。サングラスを外したその眼は青色であり、小学3年生のころから6年生の不良少年数人を圧倒できる程の実力を有していたことも相まって、周囲からは「青目の目黒」と呼ばれ恐れられていた。気性の荒い田口とは対照的に冷静沈着な性格の持ち主であり、トラブルメーカーである田口をことあるごとに気に掛けている。
また要のような律儀な面もあるがやや堅い印象があり、上述の通り田口とタイマンになった達也に対しては、要に田口の暴走の口止めを進言したことへ真摯に感謝を告げたものの、達也からはやりづらいという印象を持たれている。ただし酒に酔うと口も態度も悪くなってしまう。田口を上から押さえつけられる程の喧嘩の実力を有しており、斬人別動隊の王からもその強さを高く評価されている。
上述の丹沢の田口への脱退勧告に対して強く反対の意を示し、狂乱鬼との抗争に備えるためにも田口を斬人へ戻すよう進言したが聞き入れられず、挽回のため「幹部メンバー間で話し合いでも解決しない出来事は、他幹部の了承・立ち合いの元タイマンで決める」というルールに基づき丹沢にタイマンを申し込むが、要の反対に遭い失敗。最終的に田口を見捨てるという判断を変えない丹沢に見切りをつけ、自ら斬人を去った。
田口が狂乱鬼に本当に裏切っているかの判断のため、斬人を脱退した身にもかかわらず狂乱鬼から命を狙われている。
丹沢解体所で焼き肉パーティが行われていた日、後輩の松坂・蓮・翔の警護を受けながら公園を通り自宅へ向かっていたところ、イッカク率いる狂乱鬼の襲撃に遭う。自身を取り囲むメンバー達を素早い打撃技で次々となぎ倒し、三浦の後を追って阿修羅を脱退した猛者も逆一本背負いを喰らわせ片腕をへし折り圧倒。
その後松坂・蓮・翔を倒したイッカクと対峙、2年前に皆川状介を襲撃したルキアを返り討ちにしたことを明かした上でタイマンに発展。イッカクの攻撃をかわしつつ一本背負いを喰らわせるが、その直後に頭を鷲掴みにされた上に首を絞められ気を失う寸前まで追い込まれる(ここでサングラスが外れ初めて素顔が露わになる)も、自分の首の肉を爪で抉りその隙間からイッカクの手をへし折る離れ技を見せる。その後もイッカクの猛攻撃を受け敗北するかと思われたが、とどめのバットを振り被ったイッカクの背後に滑り込み、受け身の取れない背後からの背負い投げを喰らわせ、逆転勝利を収めた。元々イッカクとは同じ親衛隊の先輩後輩で苦楽を共にしてきた間柄であり、愛用しているサングラスもイッカクから譲り受けた等の感慨深い思い出もあり、倒れたイッカクを見つめる目黒の姿には哀愁が漂っていた。
イッカクを倒した後、松坂達と別行動を取り茂みの中で休憩をしていたところ、うっかり眠りにおちてしまい、目が覚めると目前にはニカクが立っているという最悪の状況に陥る。ニカクからの降伏の勧めを断り勝負を仕掛け、全く歯が立たない状況に陥りながらも途中から参戦した田口と共闘して二カクを倒す。その直後田口から襲撃を受けて殺害されたかに見えたが、実際は最初からスパイとなっていた田口およびスパイを指示した丹沢の策によって生きており、それでも重傷の身であったため賢三たちによってヤードの医務室に運ばれた。
マヌク・カンドゥ・優樹（マヌク・カンドゥ・ゆうき）
7代目斬人別動隊隊長でアフリカ系黒人とのハーフの17歳。大柄な体躯とコテコテの九州弁が特徴。
尊敬する伯父がナイジェリア系マフィアの権力者という立場から、そのツテを使い丹沢から狂乱鬼が隠れ家としてる可能性が高い千葉県内の外国人経営ヤードの調査を命じられる。しかしその伯父はバウンサーにて東京フィスト幹部社員・虎井に両脚を切断されたマヌク・カンドゥであるため、その境遇を気に病み丹沢解体所での焼肉パーティではくだを巻き大酒を喰らうなど荒れた様子を見せている。嘗て、斬人とモメて皆川状介に殺されそうになったところを丹沢と要の説得に助けられて斬人入りしている経緯があり、7代目斬人の仲間への想いは強い。戦闘面では物理的にも精神的にもタフで、三浦の不意打ちを受けて眼球が飛び出す損傷を受けながら応戦し、丹沢を逃す事に成功するも三浦によって後頭部に致命的なダメージを与えられ絶命する。
藤田・マルコス・勇勝（ふじた・マルコス・まさかつ）
斬人の別動隊に所属する準幹部で、要や丹沢と同い年の17歳。通称「マルコ」。
短髪で色黒の肌と、常時歯ブラシを咥えていることが特徴。田口の暴走を聞きつけ丹沢に伝えた上で、同胞の王と共に田口を糾弾した。ボクシングの使い手でその実力は高い。
田口脱退後、王と街を歩いているところを狂乱鬼の襲撃に遭う。脇腹をナイフで刺され負傷しながらも得意のボクシングで奮闘するが、突如敵として現れた田口のバットによる一撃で右腕を砕かれ、倒れこんだところを拘束されてしまった。しかし車に載せられた直後隠し持っていたナイフで狂乱鬼メンバーを脅し、致命傷を負いながら王を担いで逃走しその後の行方は不明。
王 劉昇（わん りゅうしょう）
斬人の別動隊に所属する準幹部で、要や丹沢と同い年の17歳。通称「ワン」。
長髪と細身の長身が特徴。主に同胞のマルコと行動を共にしている。中国武術の使い手でマルコ同様高い実力を有する。
同上の狂乱鬼襲撃では負傷したマルコを気遣いつつも奮闘を見せるが、田口に右腕を砕かれたマルコを庇った際に田口の蹴りを受け、怯んだところにバットのフルスイングを頭に受けてしまい失神。マルコ同様に拘束されてしまった。上述の通りマルコに担がれ逃亡しその後の行方は不明。
武藤 将吾（むとう しょうご）
演 - 久遠親
斬人のメンバーで要や丹沢の1歳下にあたる16歳。斬人内における要の腹心であり、要を尊敬している。総合格闘技に精通しており、その実力は年少者でありながら斬人内でも上位に入る。
爆羅漢との抗争時は、達也との喧嘩後で手負いの要と2人でいたところ、No.3 下原賢三からゲリラ戦を仕掛けられる。要が賢三の運転するワゴン車に撥ねられた直後、いきり立って賢三に立ち向かうが一瞬で肩の関節を外され重傷を負う。そんな状態でも気迫で要の拘束だけは阻止したものの、要を守れなかった責任を強く感じると同時に、今井にも激しく糾弾される形となってしまった。後日、爆羅漢とのタイマン3本勝負が決定したときに、賢三とのタイマンを丹沢に申し入れるが断られる。しかし達也と賢三の殺し合いにまで発展しかけたタイマンを見て、丹沢が制止した意味を思い知らされることになった。
喧嘩っ早い今井をかねてより危険視しており、上述の爆羅漢抗争時の出来事もあって犬猿の仲である。
中学生時代から通っていた学校のトップを張れる程の実力を持っており、単身で幾度となく丹沢・要に喧嘩を売っていた。初戦こそ素手喧嘩で挑んだものの、2戦目以降は武器を使用するが、その度に要に返り討ちに遭っていた。しかしその際に要から素手喧嘩時の類いまれな運動能力と度胸を認められ、素手喧嘩を極めるよう勧められたと同時に、要をリスペクトするに至った。
狂乱鬼との抗争時は沢村達遊撃隊メンバーと西千葉市街を歩いている際に元爆神蜘総長の春川（通称ハルケン）率いる狂乱鬼メンバーの襲撃に遭い、ハルケンとのタイマンに発展。西千葉の不良ビッグネームであるハルケンの攻撃力と打たれ強さに苦戦するが、上述の要の教えを思い出し素手喧嘩を続行し、最終的にハルケンの腕を折り勝利するも、駆け付けた西千葉警察により拘束されてしまう。鑑別所に面会に行った沢村の姉によれば、凶器を使用していなかったことから早期出所が可能とのこと。
南国 翔太郎（なんごく しょうたろう）
斬人副総隊隊員で坊主頭の16歳。副総隊ではNo.2の張間からはエースと称される実力を持つ。負けん気が強く、武藤や沢村ら同世代の活躍に対抗心を激しく燃やしている。特にライバルでもあり兄弟分でもある武藤への意識は強く、ヤードでは袋小路となった副総隊の状況を打開すべく、要に却下された奇襲作戦を強行するも、三浦の右腕である間宮に返り討ちにされてしまう。
要の助けにより、何とか窮地を逃れて間宮と再びタイマンで勝負して、最後は得意の頭突きで戦いを制する。
沢村 良（さわむら りょう）
演 - 金城碧海（JO1）
斬人遊撃隊員で要や丹沢の1歳下にあたる16歳で、同い年の武藤と仲が良く色々と相談をする間柄である。田口とは中学時代からの先輩後輩の関係であり、田口に頼み込む形で斬人へ入隊となった。
誤解から丹沢と一触即発になったり、下原賢三とのゲリラ戦前に要と殴り合いの喧嘩をしていた達也に対しては嫌悪感を持っていたものの、達也が賢三とのタイマン勝負で勝利したことに強く感謝の意を示し、要の復帰会の中で達也を褒め称えるなど憧れを持つようになっている。
しかしそのことが直属の先輩である田口の怒りを買い、ことあるごとにカツアゲや暴力を受けるようになり、我慢の限界に達していたところを狂乱鬼のフーリンにつけこまれ田口への報復を進言される。そして仲間数名と共に田口へ闇討ちを仕掛けるが上述の通り返り討ちに遭う。その後田口が達也に一騎討ちで敗北したことや、その事実を要・目黒の知るところとなったことにより田口と和解。狂乱鬼との抗争に備え田口の復帰を強く望んでいる。
狂乱鬼との抗争時は武藤と遊撃隊メンバーと西千葉市街を歩いている際に元爆神蜘総長の春川（通称ハルケン）率いる狂乱鬼メンバーの襲撃に遭い、隠し持っていたナイフを取り出しハルケンに特攻するが、強烈な右腕の一撃で返り討ちに遭い一時失神。復活後ハルケンにマウントを取っていた武藤をバットで殴ろうとした元爆神蜘副総長の大島を攻め、ボクシング経験者である大島に素手喧嘩では全く歯が立たず苦戦していたが、田口からの「この世界で上を目指すなら手段を選ぶんじゃねぇ」という教えを思い出し、路上に転がっていたバットを使い、大島の隙を突いて一撃を喰らわせ脛を折り勝利、その後武藤らと共に西千葉県警に拘束された。
松坂 周治（まつざか しゅうじ）
斬人親衛隊員でツーブロックの黒髪が特徴の16歳。親衛隊隊長である目黒から喧嘩を鍛え込まれたため、親衛隊若手トップの実力を持つ。不良としてはやや真面目な印象が強い青年。
丹沢からの指令により斬人を脱退した目黒の身辺警護を勤め、丹沢解体所で焼き肉パーティが開催されていた当日も仲間の蓮・翔と共に、仕事を終えた目黒を警護しながら公園を通り抜け目黒自宅へ向かっていた。その際にイッカク率いる狂乱鬼の集団に取り囲まれ、装備していた仕込みトンファーで応戦。ショートバットを持ったイッカク相手に奮闘するも、敗北する。
目黒がイッカクを倒した後、内応していた翔の連絡によって呼び寄せられた狂乱鬼のメンバーらの襲撃を受けるも結局は狂乱鬼を裏切った翔に助けられたこともあって撃退し、目黒の援護に向かう。田口による目黒殺害の現場を目撃し、その後丹沢解体所に駆け込み、目黒が殺されたと丹沢に報告するが、後に田口が斬人に戻るつもりで最初からスパイになっていたことを丹沢から知らされ、それにより目黒の死は偽装されていて本当は彼が生きていることも知ったため感涙した。
秀樹（ひでき）
斬人遊撃隊員で沢村と同じ16歳。通称「ヒデ」。名字は不明。
武藤・沢村達と西千葉市街を歩いている際、上述の狂乱鬼により襲撃に遭い、共にいた遊撃隊メンバー2名とナイフを取り出し応戦。しかしナイフで狂乱鬼メンバーを刺している内に恐怖心に苛まれ、怯んでいるところを後頭部にバットの一撃を受け失神。その後の安否は不明。
蓮（れん）
斬人親衛隊員で短髪とやや大柄な体躯が特徴の16歳。
丹沢からの指令により仲間の松坂・翔と目黒の身辺警護を勤めるも上述の通りイッカク率いる狂乱鬼と遭遇し、松坂・翔と共に仕込みトンファーで応戦するも一撃で鎖骨を折られてしまい、敗北する。その後、翔と共に狂乱鬼に捕らえられ、彼らのヤードに連行されるも命懸けでスパイになっていた田口に救われる。
翔（しょう）
斬人親衛隊員で後ろに束ねた少し長めの長髪と小柄な体躯が特徴の16歳。松坂、蓮と共にイッカクに立ち向かうも敗北した。実は狂乱鬼と内通していた人物であり、年少メンバーになりすまして斬人に潜入していた海と交流を持ったことがきっかけで、中学2年生の妹に危害を加えると脅しを受け、やむなく斬人の内部情報を流し続けており、イッカクの元から逃げた後は予め連絡していた狂乱鬼のメンバーを呼び寄せるも、最終的には狂乱鬼を裏切って二人を助け、その際に既に双方を裏切ったため自分に居場所がないことを自覚した上で街を出ると告げた。その後、蓮と共に狂乱鬼に捕らえられ、彼らのヤードに連行されるもスパイになっていた田口に救われる。
皆川 状介（みながわ じょうすけ）
斬人5代目総長で皆川千紘の実兄。2年前に勃発した「狂命戦争」で命を落とした故人で、作中で顔は定かになっていない。
小学生時代から丹沢、要とは仲が良く兄貴分として周囲から慕われていたが、小学5年時に父親が借金を苦に自宅を放火し、その際母親と祖父母が焼死したことにより人格が豹変。怒ると手が付けられない問題児となり、小学6年時にはゲームセンターでカツアゲをしてきた中学生数人を小刀でメッタ刺しにして重傷を負わせ少年院に送られた過去を持っている。
出所後も無数の小動物を燃やすなどの問題行動を起こし、その後鳴り物入りで斬人へ入隊し5代目総長に就任した。そのころも猟奇性は変わらず、敵対関係や意に沿わない人間へガスバーナーでの耳削ぎや顔焼きなどの凄惨な拷問を執行していた。そして自分のような人間の居場所を作り出すため、後々「狂命戦争」と呼ばれる大規模抗争を自ら引き起こしたが、実は抗争の際に自分を襲った本郷流希亜から拷問の末に殺害しており、それに激昂した良樹によって殺害されたことが判明した。その猟奇性は丹沢曰く「いつ誰から殺されてもおかしくないクソ野郎だった」とのことである。
そのような人間性でありながら仲間には異様なまでに優しく、負傷した仲間には非常に厚遇を敷いていたことから、当時の仲間達からは恐れられながらも好かれていた。丹沢と要が不良同級生の兄であるヤクザ集団に呼び出された際に現場に駆け付け、落とし前として自身の小指を切り落とすよう命じられるも躊躇なく切り落とし2人を助けたことがある。特に丹沢との出会いでは、自殺しようとした彼を助けたばかりか、その原因となった丹沢の母親の彼氏を殺害する形で彼の窮地を救うなどその時から仲間想いであったことも窺えた。
天野 令士（あまの れいじ）
斬人5代目副総長で、浅黒い肌に金髪のオールバックが特徴の目つきの鋭い男。自身を差し置いて、斬人の事実上のNo.2の呼び声高い遊撃隊長の福山荒史に対し、あまり快い感情を抱いていない模様で過去においては、度々意味ありげな視線を送っていた。
現代に於いては、県外に逃げており、海の依頼で彼を捜索していた下原賢三に本郷流希亜と血判状に関する情報を提供した。ヤードでの6代目と7代目の抗争では、黒金冬真と遠巻きに状況を観察している。尚、現代では黒髪に染めた模様。
福山 荒史（ふくやま あらし）
斬人5代目遊撃隊長でありながら、事実上の皆川状介の右腕を務めた男。幼少期に薬物依存症の母の薬物を隠した際に、割れたビール瓶で目を抉られ、その晩に母を亡くすという過去を持ち、母の口癖だった「神様ありがとうございます」という言葉を他人に強要する癖がある。
非常に頭脳明晰且つ独自のコネクションを持つ5代目斬人のブレーンであり、皆川状介のバランサーでもある。保険料の徴収の際、小道具を駆使した戦法で中学時代の山口、長嶋を追い詰めるが返り討ちに遭い、その後行方を晦ました彼を案じた部下兼恋人のフーリンが山口を尋問する為に攫った事により、斬人からの報復と勘違いして、状介を襲撃し斬人とことを構えてしまった長嶋等を状介を説得して斬人に引き入れる。
重政（しげまさ）
5代目斬人の幹部。大柄な男で、状介とは同じ中学の出身。
有星（ゆうせい）
5代目斬人の幹部。帽子を被った男で、状介とは同じ中学の出身。
黒金 冬真（くろがね とうま）
7代目世代のアイスマンと呼ばれる男。状介から丹沢、良樹と同じくらい目をかけられていた男で、5代目斬人時代には少年院に入っていた。現在はヤードの戦いを天野と共に観察に来ている。状介が南田を殺した際に奪ったブレスレットをどういう経緯か身につけている。

### 爆羅漢
流山を拠点とする中堅規模の暴走族。先代までは硬派な走り屋集団であり斬人とも友好的な関係であったが、後述の下原三兄弟（通称、ゲバラ三兄弟）を初めとする8代目が取り仕切るようになってからは他の暴走族へのを襲撃を重ね、犯罪寸前の荒行を繰り返し規模を拡大していた。そして斬人をも手中に収めるべくゲリラ戦を繰り返していたが、タイマン3本勝負で負け越したことでチームは解散となった。
下原 一雅（しもはら かずまさ）
演 - 宮澤佑
下原三兄弟の長男であり、爆羅漢のNo.1。19歳。黒い長髪が特徴。地元・流山にある大手建設企業社長の跡取り息子である。
常に微笑を絶やさず物腰柔らかな印象があるが、敵を痛めつけることに快感を覚える危険人物であり、失敗を犯したチームのメンバーに対しても執拗な拷問を加えるため、メンバーからは非常に恐れられている。実力は非常に高く、相当な実力者と言われていた北松戸の暴走族「ネイバーフッド」の総長・張川とのタイマンでは、「不利になったら総力戦に持ち込む」と弟の賢三からは不安視されていたものの、実力の差を見せつけ圧倒し一方的に痛めつけ勝利した。
斬人との抗争では、1勝1敗の状態で最終戦で丹沢と対峙。勢力維持のために手打ちにして同盟を組もうと持ちかけるも、断られたため予定通り勝負を行ったが、丹沢の実力に圧倒され惨敗。直後、丹沢に拘束され凄惨な拷問を受け、解放後にこれまでの荒行が明るみに出て賢三を除く幹部らと共に逮捕された。
下原 孝二（しもはら こうじ）
演 - 長田拓郎
下原三兄弟の次男であり、爆羅漢のNo.2。18歳。188センチメートルの要以上の巨体と、坊主頭と常に口を覆うバンダナが特徴のバトルジャンキー。兄・一雅から過去に鋏で口の端を何ヶ所も斬られている。
斬人との抗争では、要が単独で居るところにゲリラ戦を仕掛け、有利に勝負を進めていたが要の気合に圧倒され敗北。要の優しさから拘束されることもなく見逃される形となった。タイマン3本勝負では2戦目で圭吾と対戦。圭吾が数日前にナイフで脇腹を刺されていたことを知っていたため、脇腹を中心に攻撃するが圭吾得意の見切りで決定的なダメージを与えられず、逆にキックを繰り出した際に脚を掴まれ、片脚の膝を砕かれてしまい、立つこともままならない状態になった。しかし賢三が敗北し後がない状態の上に、一雅から上述の拷問を示唆するモーションを取られたため、ナイフを取り出し勝負を続けようとするが、圭吾の大量出血を心配した丹沢から2戦目は斬人の負けで良いという申し入れがあったため、勝利となった。
最終的に一雅が破れ丹沢により拘束されそうになると、頭を下げて見逃してくれと申し入れるが拒否され、2日後一雅が還されると同時に警察へ爆羅漢の解散を告げた。
下原 賢三（しもはら けんぞう）
演 - 仲野温（幼少期：三浦綺羅）
下原三兄弟の三男であり、爆羅漢のNo.3。17歳。逆立てた金髪と、獣や悪魔のような口を模したデザインがプリントされたマスクを着用していることが特徴。マスクを外すと左下顎に火傷のような傷跡がある。三兄弟の末っ子という立場から、年長メンバーからは「ケン坊」と呼ばれている。メンバーを多数引き連れたゲリラ戦を得意とし、多対戦のときはチェーンで繋いだ2本の巨大スパナを使いこなす。
三兄弟の中では最も冷静沈着な性格で、チームのメンバーに行き過ぎた拷問を行う一雅を制止したり、メンバーの苦労を労ったりと穏健な態度で接しているため、チーム内では人望がある。しかしゲリラ戦で要を容赦なくワゴン車で撥ねるなど只ならぬ狂気も持ち合わせ、殺人を犯しているという噂まで立っており、丹沢からも「爆羅漢で一番ヤバいのはアイツだね」と言われている。ただし殺人に関しては、丹沢から質問された際に否定している。
兄の一雅・孝二は異母兄にあたり、賢三自身は父・雅弘と愛人との間にできた子である。幼少のころは愛人である母と2人暮らしの生活を送っていたが、雅弘と会えない日が続く苛立ちで母からは度々虐待を受けていた。そして賢三の小学生時代に母親は自殺、雅弘の本妻である一雅・孝二の母に引き取られ生活するようになった。一雅・孝二からは肉体的にも精神的にも暴力を振るわれていたが、そのためか孝二を倒せるほどの実力を身につけることとなった。
一雅を「大兄ぃ」、孝二を「中兄ぃ」と呼び表面上は慕っているものの、上述の理由から心底では憎しみを抱いている。その憎しみは暴力に対してではなく、幼少のころに母親を苦しめていた下原家そのものに対するという根の深いものである。
斬人との抗争では上述の通り得意のゲリラ戦で要を意識不明の重体に追い込むなど大打撃を与えていた。タイマン3本勝負では要の返しのために参加した達也と対戦。序盤は有利に勝負を進め、馬乗りになり達也の頭部を何回も殴打して勝負を決めたかに見えたが、油断した際に手指を砕かれ、ひるんだ状態で渾身の一撃を喰らいダウン。形勢逆転となった上に首を締め上げられ、気を失ったことで敗北となった。メンバーの介抱で意識を取り戻した後、喧嘩を振り返り達也ともども「アイツとやり合うのはもう2度とごめんだ」と強く感じていた。
爆羅漢の解散後、残党を集めチーム「名無死」を結成。狂乱鬼と「金次第でありとあらゆる協力をする」という同盟を結んでいる。狂乱鬼と行動を共にする海と協力する一方で、死亡したと思われた目黒が実は生きていることを把握していたにも関わらずそれを黙認するなど謎の多い行動を取る。同盟前から狂乱鬼の楽崎海とは交流があり、斬人との抗争中に斬人の年少メンバーに成りすまし潜入していた海と情報交換をしていた。
不良としては珍しく嫌煙家としての一面も持ち合わせており、海と共に達也の元へ訪れた際は、トレーニング後一服していた達也に対して運動後の喫煙の有害性を饒舌に語っている。
哲（てつ）
爆羅漢のメンバーで賢三の腹心にあたる大柄な男。本名は不明。達也と丹沢の初対面時に賢三と共にゲリラ戦を仕掛け、丹沢を連れ去ろうとするが一瞬のうちに凄まじい力で振り払われた上に返り討ちに遭い、危険を察知して気絶したフリをしていた。
爆羅漢解散後も賢三につき従い、名無死のメンバーとして活動している。ボーガンを使いこなす。
石川（いしかわ）
爆羅漢のメンバーで孝二と共に要を襲撃した五分刈り短髪の男。孝二が敗北し要に見逃して貰った後は、相棒の原西と共に斬人の内部情報把握のために嗅ぎ回るが露見し武藤達により拘束される。その直後要と面会になった際、上述の通り要は2人が爆羅漢のメンバーであったことは知っていたにも関わらず、要が「爆羅漢のメンバーじゃねぇ」と語ったことにより再び見逃される形となった。しかし結果的に情報取りに失敗したことにより、原西と共に一雅から凄惨な拷問を受けている。
その後賢三率いるゲリラ隊の一員として要・武藤の襲撃に参加。原西と共に要に対して申し訳なさを感じつつもバットで襲撃し、動きを抑えることで賢三に車で跳ね飛ばされるきっかけを作った。爆羅漢解散後の消息は不明だが、上述の「名無死」に背格好の似た人物がいる。
原西（はらにし）
爆羅漢のメンバーで孝二と共に要を襲撃した金髪ミディアムヘアの優男。常に石川と行動を共にしており、斬人抗争時の行動も石川と同じである。一雅の凄惨な拷問を受け、ネイバーフッドの張川が一雅に瀕死の重傷を負わされたことで、爆羅漢の命令に背くことや逆らうことへの恐怖を痛感し、石川にも何があっても逃げないよう言い聞かせていた。
上述の要・武藤の襲撃に参加した際、原西と共に要の動きを抑えた際に車の突撃に巻き込まれ、瀕死の重傷を負うこととなった。爆羅漢解散後の消息は不明だが、上述の「名無死」に背格好の似た人物がいる。

### 狂乱鬼
1年前に丹沢の策略により離散した斬人6代目幹部を中心に結成された暴走族。斬人を取り戻すことを最大の目的としており、その斬人に比肩する勢力を手に入れるため、他チームとの抗争を行い勢力を拡大している。特に西千葉でも有力チームであった爆神蜘を勢力下に置いたことで、斬人に対抗しうる規模を持つこととなった。最終目的は、斬人を解散させて完全消滅させることだとニカクの口から明かされている。
弦巻 良樹（つるまき よしき）
狂乱鬼総長であり、かつての斬人6代目総長。1年前、丹沢の策略により少年院送りとなった過去を持つ18歳。また丹沢からは斬人5代目総長であった皆川状介を殺害した張本人と目されているが、実は彼を殺害したのは事実であり、その理由も過去に皆川のやり方に反発して内部壊滅を狙っていた際に先走った本郷流希亜が皆川によって殺されるという出来事に遭い、その復讐から手を下したというものである。
達也曰く「太陽のような男」と言われるほど明朗快活な性格で、総長に相応しい器の広さを持った男。女性の好みは幅広く、本人曰く生まれてこの方ブサイクな女性には出会ったことがないとのことである。とある弁当屋の唐揚げ弁当が大好物。
抜群の運動神経に裏打ちされた喧嘩の腕前はすさまじく、狂乱鬼決起集会の際に行われた100万円争奪バトルでは二十数名の猛者を相手に1人で勝ち抜くほどの強さを見せ付けた。
ただ明るく器の広い男というだけではなく、上述の決起集会で敗れた後も反抗的な態度をとる爆神蜘総長の春川（通称ハルケン）に対して良樹自らの生爪を剥いで渡したり、海を一方的に痛めつけた不良格闘家を圧倒した後巨大な岩石で押し潰そうとするなど、並々ならぬ狂気を露わにすることもある。
達也とは西千葉駅前でナンパをしている際に遭遇、お互い少年院の出で保護委託中ということで意気投合し、上述の不良格闘家との喧嘩の際も達也とはモメたくないことを明言している。
三浦 佑也（みうら ゆうや）
狂乱鬼副総長。18歳。オールバックにしたドレッドヘアーと眉毛がないことが特徴。良樹・フーリン・イッカク・ニカクとは異なり、少年院送りにはなっておらず、出所したフーリンを門の外で出迎えていた。
西千葉でも5本の指に入ると言われるほどの喧嘩の腕前を持つ猛者であり、賢三からも「三浦が狂乱鬼のメンバーということは斬人7代目の勝ちはなくなった」と評される程である。爆神蜘との代表戦では特攻隊長の柿崎を一瞬で倒している。強面の風貌とは裏腹に性格は非常に純粋かつ真面目であり、人の言動を何の疑いもなく真に受け、それと逆のことが起こるとムダに疑心暗鬼に陥るため、フーリンからは「根が真面目過ぎる」と言われている。イッカク・ニカクから日々脅されている海を常に気に掛けるなど心優しい一面も持つ。達也と初対面の際、達也が相応の猛者であることを見抜いていた。
元々は西千葉内で4本の指に入る規模を誇る暴走族「阿修羅」の副総長であったが、中学時代から良樹達斬人6代目幹部とは中学連合を組む程仲が良かった。上述の丹沢の策略による斬人6代目幹部離散時に逃げ切った海から協力を懇願されたことにより、阿修羅名物である自身1人でメンバー全員と喧嘩をする「1対総マン」をやり切り、全治2ヶ月の重傷を負いつつも阿修羅を脱退。また三浦を慕う阿修羅の精鋭17人も三浦の後を追い、それにより狂乱鬼が結成されることとなった。
風間 美鈴（かざま みすず）
狂乱鬼遊撃隊長であり、かつての斬人6代目幹部メンバー。18歳。通称「フーリン」。長身ながら黒のボブカットに、黒を基調とした花柄のワンピースを纏ったオネエを思わせる風貌が特徴だが、自身はゲイではないことを明言している。語尾に「にゃん」を付け、「ゴルバッキー」という非常に硬いネコのぬいぐるみを肌身離さず所持している。学生の時はセーラー服を着て学校に通っていたが、その風貌から周囲からは敬遠されていたようである。良樹達と同じく、1年前に丹沢の策略により少年院送りとなった過去を持つ。
狂乱鬼発足直後、田口の暴挙に耐えかねた沢村達を唆して田口を襲撃させ、自身は部下十数人を連れて丹沢を襲撃。丹沢を連れ去ることには失敗するも、「ゴルバッキー」を使った攻撃で丹沢を追い詰めたり、駆け付けた圭吾の木刀による攻撃をかわしつつ喉元に鋭い縦拳を入れて大ダメージを負わせるなど、高い戦闘能力を持つことが明らかになっている。また、学生の頃も、自分を陰で笑った者を叩きのめすなど当時から強かったことも窺える。姉が「風の間」というスナックを経営しており、その場所が狂乱鬼の集会場所の1つとなっている。
楽崎 海（らくざき かい）
狂乱鬼幹部の1人であり、かつての斬人6代目幹部メンバー。18歳。小柄で黒髪、メガネをかけた到底不良とは思えない風貌をしており、同じ狂乱鬼幹部メンバーのイッカク・ニカクからは日常的に脅されている。三浦と同じく1年前のゴタゴタで少年院送りになっていない。
西千葉のアウトロー情報に精通していることに加え、卓越した人心掌握術と参謀能力を有することが狂乱鬼幹部たる所以であり、フーリンによる丹沢襲撃や沢村達による田口襲撃の扇動、狂乱鬼決起集会での良樹の立ち居振る舞いなどは全て彼の指示に依るものであった。斬人と爆羅漢の抗争時も、斬人の年少メンバーの中に変装して紛れ込み下原賢三と情報のやり取りをしており、爆羅漢が勝利したら斬人7代目を狂乱鬼へ売り渡すよう契約を交わしていた。
斬人脱退を余儀なくされ行くアテがなくなっていた田口を狂乱鬼へのメンバーへ誘い込み、田口の情報から斬人幹部メンバーの行動パターン、出没場所を確認し、斬人の戦力をそぎ落とすことと丹沢を炙り出すことを目的に斬人へゲリラ戦を仕掛けている。
賢三達「名無死」をボディガードに従えトレーニング直後の達也と面会し、狂乱鬼に力を貸してくれるよう交渉するも失敗し、逆らった場合に達也の叔父・叔母および「三塁」を襲撃するつもりだったことを見透かされたため怒りを買う結果になりながらも、斬人に加担せず今回の抗争に一切関与しないことを達也に約束させたことで何とか交渉を終える。田口が指示通りに目黒を殺害すると狂乱鬼のヤードに匿うも、それでも不審な点から目黒の死を疑い、後に田口が捕らえた翔と蓮を助けた上に本当のことを話したため彼がスパイであるという確信に至り、賢三から入手した拳銃を手に姿を現す。そして、翔を銃撃し、隙を突いてきた田口も早撃ちで負傷させるも、状況から嘔吐して怯んでしまい、それを狙った田口に銃撃された。
良樹が足を潰したボクサーを笑い泣きしながら何度も殴打する、武藤・沢村達斬人若手メンバーに敗北したハルケン・大島達元爆神蜘のメンバーを丸裸にしてロープで縛り正座させ、金属バットで何度も殴り付ける等、見た目に反して狂気や苛烈さを持ち合わせているが、反面あまりにも惨い状況になった際には耐えきれずに嘔吐するなどやや精神面が弱い時もある。
角田 一輝（かくた いっき）
狂乱鬼親衛隊長であり、かつての斬人6代目幹部メンバー。18歳。通称「イッカク」。下原孝二を超える211センチメートルの長身かつ細身で、会話の際は「オウ！」としか言葉を発さない奇妙な男（但し「オウ♪」や「オウ？」など会話の内容に合わせ語調は若干変えているようである）。良樹など一部の人間は話の要旨を理解できるようであり、少子高齢化・消費税増税などの社会問題に関心を持っているようである。ニカクは双子の弟にあたり、互いのタイマン戦では戦況を食い入るように見守り一喜一憂する程の仲良しである。良樹達と同じく、1年前丹沢の策略により少年院送りとなった過去を持つ。戦法は彼自身がいわゆる「損傷中毒者」であることに依るものであり、幼少のころ交通事故に遭い生死を彷徨った弟・ニカクを守るため、喧嘩に巻き込まれたときダメージに耐え続けた際、自己犠牲によるヒロイック精神が芽生えたためにその性質を持つようになったとされる。
爆神蜘との代表戦では副将を務め、副総長である大島と対戦。序盤は遅いモーションの攻撃を仕掛け大島のパンチを浴びつつも、徐々にスピードを上げていくチェンジオブペースの戦法を駆使し、最終的に顔面への膝蹴り一撃で勝負を決めてしまった。
メンバーを率いて翔と蓮、松坂を襲い、彼らを返り討ちにする。その後、駆け付けた目黒と対戦し、一本背負いを喰らうが、その直後に目黒の頭を鷲掴みにして首を絞めることで気を失う寸前まで追い込むも、爪を抉ってまでも根気を見せた目黒によって手をへし折られる。その後目黒を猛攻撃で圧倒し、とどめにバットで殴ろうとするが、受け身の取れない背後からの背負い投げを受けて敗北した。
角田 瑛二（かくた えいじ）
狂乱鬼特攻隊長であり、かつての斬人6代目幹部メンバー。18歳。通称「ニカク」。兄・イッカクとは対照的に身長は並ではあるものの、尋常ではない量の筋トレにより規格外の身体の厚みを手に入れたパワーファイター。上述の幼少時の交通事故後、自身を過剰なまでに守ろうとするイッカクに憧れを持ち、自身も強くあろうとハードトレーニングを続けたことにより今の肉体が形成されたとのことである。イッカクと同じ髪型をして同じタトゥーを入れている。良樹達と同じく、1年前丹沢の策略により少年院送りとなった過去を持つ。
口数の少ないイッカクとは対照的に言葉数は多いが喧嘩っ早い性格で、爆神蜘との代表戦に突如現れ高額なファイトマネーを吹っ掛けた下原賢三を挑発したり、狂乱鬼決起集会前に良樹の誘いにより居合わせた達也に詰め寄るなどの態度を見せている。(但し一歩も引かない達也の態度を気に入り、すぐに意気投合している)さらに海曰く「狂乱鬼の中で最も残虐非道な男」とのことであり、以前より他チームのメンバーなどの拷問を得意としている。また海のことは日常的に脅してはいるものの、彼の並外れた人心掌握術には一目置いている。
爆神蜘との代表戦では大将を務め、総長であるハルケンと対戦。凄まじい強さを誇ると噂されていたハルケン相手では負ける可能性が高いと考えていた三浦やフーリンの心配をよそに、ハルケンの顔面目がけた素早く重い一撃を決めて即座に勝利した。
イッカクが目黒に倒されたことで敵を取るため彼と対峙し、圧倒的な力で目黒を追い詰めるが、現れた田口に妨害され、最終的には古傷を見抜いた目黒の一撃によってその部分を打ち抜かれて敗北する。死ぬ間際、田口と目黒に良樹の目的を明かし、静かに息絶えた。その後、遺体は目黒を探していた海たちによって発見され、後に確認に訪れた良樹たちに見せ付けられた。
本郷 流希亜（ほんごう るきあ）
かつての斬人6代目メンバー。フーリンから「ゴルバッキー」というあだ名をつけられており、2年前の狂命戦争で命を落とした故人である。狂乱鬼幹部達曰く、口数は少ないが友達思いな男とのことであり、明るい髪色のミディアムヘアが特徴の美少年であった。
小学生時代、海が通う小学校に転入してきた過去があり、無口な性格から一人ぼっちでいたところを海に声をかけられ、親友になった。その後海を頻繁にいじめていた三浦、火咲の悪ガキコンビに怒り、当時中学生も恐れていた火咲にタイマンを挑み引き分け、それがきっかけで4人の間に友情が生まれた。
中学進学後も海、三浦、火咲と行動を共にしていたところ、井逆中学校に通うフーリン、イッカク、ニカクに出会う。当時流希亜を良く思っていなかったニカクとタイマンになるが、当時は小柄で喧嘩がそれほど強くなかったニカクに圧勝、それがきっかけでニカク達とも仲良くなり、中学連合を結成するに至った。
その後良樹、海たちと共に斬人に入隊。16歳のころ、狂命戦争の真っ只中で5代目総長、皆川状介を始末するための斬人6代目会議の際、皆川子飼いの丹沢達斬人7代目を警戒している発言をしていた。その会議で良樹が全員に勝手な動きをしないよう忠告していたものの、それを無視し皆川を単身襲撃するも失敗。その後皆川に拘束され凄惨な拷問の末に殺害された（表向きは行方不明扱いとなっている）。
彼の壮絶な死は斬人6代目メンバーに計り知れないショックを与え、良樹が皆川を殺害することを決心した契機となった。
春川 剣一郎（はるかわ けんいちろう）
西千葉でも有力チームであった暴走族「爆神蜘」の元総長であり、「ワンパンのハルケン」という通称で有名な西千葉アウトロー界のビッグネームの1人。18歳。通称通りその巨体から繰り出すパンチは強力無比で、かつてはタイマンの喧嘩では負け無しであった。また自分の意に沿わない人間は徹底的に拷問・ヤキ入れを行う上、タイマンで倒した相手の生爪を剥いでコレクションするという異常な趣味を持つ。
恐るべき実力を持ちつつも狂乱鬼との代表戦では上述の通りニカクに敗北、その後のハルケン自身の進退はニカクの提言により良樹によって委ねられることになった。その後上述の100万円争奪バトルでは立て続けにタイマンを行い疲弊していた良樹を1度はダウンさせるも、ダウンは演技であった良樹の一撃に撃沈。その後も良樹を頑なに認めない態度を取っていたが、生爪収集を趣味としていることを知っていた良樹が、自分自身の生爪を剥いで手付けとして恵んでくれたことに涙しながら感激し、狂乱鬼傘下に入ることを決めた。その後も良樹から貰った生爪を自身の数珠の間に挟み込み、自分が従うのは良くんだけと顔を赤らめながら語っている。
狂乱鬼加入後は上述の通り武藤・沢村達を襲撃。沢村を一撃でダウンさせ、武藤にマウントを取られた際力の入らない態勢でも大ダメージを与えるパンチを繰り出し優位に勝負を進めるも、総合格闘技に精通した武藤の粘り強い攻撃に屈しダウン。しかし直後数珠の間に挟んでいた良樹の生爪がなくなっていたことに気付き、半狂乱状態で武藤に襲い掛かり失神寸前まで追い詰めたが、武藤に隙を突かれ三角締めから腕ひじきを喰らい、腕を折られたことで敗北。
その後警察からの拘束は辛くも逃れるが、大島達共々海から凄惨な拷問を受けることとなり、クビを宣告されかけるが既に行き場所を失っていることから残留を泣きながら懇願し、最終的に海から受けた謎の指令を行うという引き換えに狂乱鬼に残留することとなった。その際に海から武藤・沢村達との喧嘩の現場で紛失したと思われていた良樹の爪を受け取り、露出した男性器を勃起させて興奮していた。
大島 良介（おおしま りょうすけ）
上述の暴走族「爆神蜘」の元副総長であり、180センチメートル近い長身と鍛え上げた筋肉質の体躯が特徴。18歳。傷害事件を起こし高校を中退する前はアマチュアボクシングのミドル級千葉県チャンプにまで上り詰めた実力者であり、そのスピードと重さを兼ね備えたパンチで多くの不良を喧嘩で沈めてきた。
狂乱鬼との代表戦では上述の通りイッカクに敗北、その後はハルケンが良樹に心酔したことにより、元爆神蜘メンバーと共に狂乱鬼の一員として活動するようになる。
狂乱鬼加入後は上述の通り武藤・沢村達を襲撃。ハルケンにマウントを取った武藤をバットで襲うが、沢村に攻められタイマンに発展。得意のボクシングで沢村を圧倒するが、隙を突かれバットで脛を折られ、倒れ込んだところに頭部近くにバットを振り下ろされ、あまりの恐ろしさに失禁してしまうただし沢村曰くその行動は「遊撃隊仕込みのハッタリ」であり、最初から頭を砕くつもりはなかった）。脛を折られた直後、狂乱鬼メンバーに車へ担ぎ込まれ逃走したため、西千葉警察による拘束は免れた。
柿崎 明（かきざき あきら）
上述の暴走族「爆神蜘」の元特攻隊長であり、大柄な体躯とパンチパーマのような髪型が特徴の18歳。かつて通っていた条西高校では頭を張っていた。
狂乱鬼との代表戦では対戦相手の三浦が狂乱鬼にいることに驚きながらも、自身が西千葉No.5に取って代わると息巻いて勝負を挑むが全く歯が立たず敗北。三浦からも「全然大したことなかった」等と評される始末であった。
ハルケン、大島同様に狂乱鬼加入し、狂乱鬼のユニフォームを着た圭吾達と共に達也、トシの前に現れた。トシ曰くかつて自身と圭吾が通っていた中学校の頭であり、中学2年時の転入生で一匹狼であった圭吾を気に入らず、仲間達と共に頻繁に圭吾を袋叩きにしていたらしい。
上述の通り圭吾をトシにけしかけるが、反対に喉元に八角棒の一撃を入れられた上、身体中を殴打されるという憂き目に遭っている。
上述のイッカク率いる狂乱鬼の目黒襲撃に参加するが、首にギブスを巻く等圭吾に受けたダメージが残った痛々しい状態であったため、目黒から「家で休んでなよ」と窘められる始末であった。仲間達が次々と倒されつつも目黒に立ち向かう男気を見せるも、あえなく撃沈している。

### 阿修羅
斬人と同じく西千葉を拠点として活動する暴走族であり、斬人、愚狼、死怒等と肩を並べる規模を誇る。元々は斬人とは友好関係にあり、かつて愚狼が西千葉統一を図ったときに斬人と連合を組んで阻止したという経験もある。
火咲 透（ひざき とおる）
阿修羅9代目総長。要を超える長身と鍛え上げた肉体に加え、非常にゴツい顔が特徴の18歳。18歳の若さにして一児の父であり、娘である紅愛を非常に溺愛している。
斬人6代目幹部であった良樹達とは中学時代から非常に仲が良く、別々の中学校に通いながらも中学連合を組む程の仲であった。そのため良樹達を追放した斬人7代目幹部達を良く思っておらず、斬人と阿修羅の関係性の確認に訪れた要に対してもそのことを伝え、斬人の方針を見直すことを勧めたが要から拒否されたため、阿修羅と斬人はこの瞬間から敵対関係となったことを告げた。
当初は上述の要との話し合いでは、応答の内容によっては要を拉致して狂乱鬼に突き出すことも考えていたが、単身で阿修羅の集会場所へ訪れた要の度胸を評価したことと、自身の勧めを拒否した時の要の腹を括った様子に若干の焦りを感じたことから、要には危害を加えずそのまま帰す形となった。
定期的に阿修羅へ姿を現すブレザーを着込んだ優男と一斗缶を被った大男の2人組と、只ならぬ関係にあるようだが詳細は不明。
綾川 庄次（あやかわ しょうじ）
阿修羅の特別攻撃隊隊長。細い体躯をした18歳の男。
阿修羅の集会場所に訪れた要に対してはもう阿修羅と斬人は友好関係ではないことを語気を荒らげながら伝えていた上に、上述の通り当初の予定では火咲と話を終えて帰路に着く要を複数で襲い掛かり拉致するつもりであった。
しかし火咲の指示により要をそのまま帰すことになった際は、安堵の表情を浮かべて要とだけは揉めたくなかったと言っていたことから、要個人に対しては好意を持っているようである。
水野 輝依（みずの きい）
阿修羅の特別攻撃隊員で、クールな表情とガタイの良い長身が特徴の16歳。阿修羅内でも3本の指に入る実力の持ち主であり、火咲から直接喧嘩の手解きを受ける程期待されているホープである。要に対して強い憧れを持っている。
火咲 紅愛（ひざき くれあ）
阿修羅9代目総長である火咲の娘。火咲とは似ても似つかない可愛らしい3歳児。火咲の溺愛ぶりから阿修羅の集会場所にも出入りしており、水野等他のメンバーにも懐いている様子を見せている。

### その他の登場人物
オバちゃん
達也の母方の叔母であり、少年院出所後の更生生活を始める達也を受け入れた女性。夫が経営する焼肉店「三塁」で自身も従業員として働いている。明るく面倒見の良い女性で、達也だけでなく常連客の要や今井にも我が子のように温かく接している。要からは「オネーさん」と呼ばれている。
オッちゃん
オバちゃんの夫で達也の叔父にあたる人物であり、焼肉店「三塁」の店主。職人気質で寡黙な男性であるが、爆羅漢との抗争時に要の返しに行くべきか悩む達也にそっとアドバイスをするなど、男の優しさを持つ人物である。
石戸（いしど）
達也の保護司を務める元警察官の中年男性。自身の経験則から達也が確実に揉めごとを起こし少年院に逆戻りになると予想した上で、元警察官であるネットワークを駆使して達也の行動を監視している。
萩原 俊二（はぎわら）
西千葉警察生活安全課・少年係に所属する若手刑事。達也の保護司である石戸は元上司にあたる。
達也が今井を袋叩きにした不良4人組を倒した後、その内の1名から被害届が出た際に達也の事情聴取を行った。その際達也の肝の座った受け答えを気に入り意気投合し、その後も斬人に関連する揉めごとで達也や要、丹沢と関わっている。
口調は荒いが達也並びに斬人のメンバーを頭ごなしに逮捕しようとする訳ではなく、自身たちで揉めごとを終息するよう猶予を与えた上で警告することが多い。特に達也に対しては爆羅漢との抗争時に賢三の首を絞めたことを知り、約10年前にとある暴走族メンバーが親友を殺した敵対チームメンバーを手指の骨が飛び出すまで殴り続け、あわや人殺しになるところだった話を語り、二度と同じ過ちを犯さないよう静かに警告している。この警告は上述の「キモ悪」を徹底させるなど、達也に少なからず影響を与えている。
皆川 千紘（みながわ ちひろ）
演 - 与田祐希（乃木坂46）
斬人5代目総長であった皆川状介の実妹。スレンダーな美人だが男勝りな性格の18歳。今井と仲が良い。
兄・状介が命を落とした現場である「ヤングボウル」でフロア主任を務めており、その場での不良同士の揉めごとや喧嘩を固く禁止している。その境遇から斬人のメンバーは誰一人として彼女に対して頭が上がらず、ヤングボウル内で要から丹沢を紹介された際に揉めごとを起こしかけた達也に対しても、初対面にもかかわらず強烈なビンタを喰らわせている。
爆羅漢の抗争時、意識不明の重体となった要のお見舞いに来た達也と再会し、そこでの会話から達也を少しずつ男として意識するようになっており、友人のマホリン・ノノによる達也の品定めを兼ねて「三塁」に食事に来ている。爆羅漢との抗争終了当時は少年院に服役していた、達也に似た雰囲気の元カレがいるようだが詳細は不明。
マホリン
千紘の友人でサバサバした雰囲気の女性。本名は不明。達也の品定めのために千紘・ノノと「三塁」を訪れた際、達也に対して「絶対女癖が悪い」「手マンが粗そう」などやや否定的な評価をしていたものの、最終的には千紘へ達也を勧めていた。
ノノ
千紘の友人でおっとりした雰囲気のメガネをかけた女性。本名は不明。達也が涎を垂らしながら胸に釘づけになる程の巨乳の持ち主。達也の品定めのために千紘・マホリンと「三塁」を訪れた際、達也に対して「顔は結構カワイイ」「手が男らしい」「いいお尻してる」など肯定的な評価をしていた。また達也に千紘の性癖をさらっと話していた。
下ネタブス子3人衆（しもネタブスこさんにんしゅう）
達也・今井が西千葉駅前で逆ナンされた、お世辞にも可愛いとは言えない若い女性3人組。酷い下ネタ交じりのダジャレを連発する。3人とも本名は不明。今井は嫌がっていたが、少年院出所間もなく女性に飢えていた達也はすんなり彼女たちを受け入れ、一緒に遊びに行こうとしていた。しかし爆羅漢・孝二との喧嘩により、遅れて到着した要の腫れ上がった顔を見て3人共逃げ出してしまった。
第8巻で髪型を変えて再び登場。達也と良樹から全く同じタイミングで声を掛けられるが、既に3人共彼氏がいるということで断っている。ただし上述の下ネタ連呼は変わっておらず、当の彼氏たちからもブス扱いされている。
張川（はりかわ）
北松戸を中心として勢力を広げる暴走族・ネイバーフッドの総長である大柄な男。柔道の特待生で高校に入学したものの、先輩数名を痛め付けた挙句に失明させたことで退学となった過去を持つ。
爆羅漢のメンバーが自身の集団に突っ込んで起こした事故を水に流すために総長・一雅に100万円を要求。要求に応えたもののメンバーの慰謝料として200万円を要求した一雅と交渉が決裂し、タイマンに発展。自信があったようだが一雅に全く歯が立たず、最終的に角材で頭を砕かれ敗北した上、一雅に車で連れ出されその後の安否は不明。
東條 政文（とうじょう まさふみ）
西千葉で最大勢力を誇る暴走族「愚狼」の現役副総長。18歳。大柄かつスキンヘッドに口ひげを生やした武骨な風貌をしている。
斬人と爆羅漢の代表戦では立会人を務め、達也と賢三の喧嘩後あわや総力戦になりかけるほど場が荒れた際は忍ばせていた拳銃を発砲して場を沈めた。
江崎（えざき）
西千葉内で「斬人」「愚狼」と肩を並べる勢力を持つ暴走族「死怒-SID-」の現役総長。逆立てた金髪にバンダナで口元を隠した細身の男。狂乱鬼と爆神蜘の代表戦で立会人を務める。三浦曰く金次第でいくらでも転がる性質であり、代表戦の賞金の10%を貰う代わりに爆神蜘 大島が喧嘩の際に鉄のグリップシャフトを仕込むことに目を瞑っていた。
パイセン
爆羅漢との抗争終了後、荒れていた田口の標的となった大柄な男。本名は不明。田口にカツアゲされた後輩2人の仕返しのために田口に喧嘩を売るが、田口得意の柔道戦法に圧倒され返り討ちに遭う。さらに自身も家賃支払いのために財布に仕舞っていた数万円を、田口にカツアゲされるという憂き目に遭っている。
準ちゃん（じゅんちゃん）
死怒等の西千葉内の暴走族メンバーを中心に闇討ちをかけ、金を巻き上げていた不良格闘家。本名は不明。
良樹と達也の飲み物を買いに出ていた海を闇討ちしたことにより、それに怒った良樹とタイマンになるが、全く歯が立たず一瞬で締め上げられ気を失い敗北。その直後良樹により巨大な岩で片脚を完全に潰され、二度と歩けない身体になってしまった。
その数日後、行動を共にしていた彼の従兄弟2人組が斬人の元へ助けを求めに行き、その際に達也が現場に居合わせたことを語ったことで、良樹と達也の接触が丹沢に知られる形となった。
南田 龍介（みなみだ りゅうすけ）
丹沢の母親の彼氏であり、ある意味丹沢と皆川状介が出会うきっかけを作った人物でもある。元々は剛浄会牧瀬組の若中であったが、約半年前に組織内で嵌められて出世競争で敗れ、破門されている。
日常的に丹沢の母親に暴力を振るっており、それを止めようとした丹沢にも暴力を振るって意識不明の重体に追いやったが、そのことに激昂した皆川に殺害された。

## 書誌情報
- 原作：井口達也 漫画：みずたまこと 『OUT』 秋田書店〈ヤングチャンピオンコミックス〉、既刊27巻（2025年2月19日現在）
  1. 2012年11月8日発売[8]、ISBN 978-4-253-15116-0
  2. 2013年3月8日発売[9]、ISBN 978-4-253-15117-7
  3. 2013年8月20日発売[10]、ISBN 978-4-253-15118-4
  4. 2014年1月20日発売[11]、ISBN 978-4-253-15119-1
  5. 2014年5月20日発売[12]、ISBN 978-4-253-15120-7
  6. 2014年11月20日発売[13]、ISBN 978-4-253-15121-4
  7. 2015年5月20日発売[14][15]、ISBN 978-4-253-15122-1
  8. 2015年7月17日発売[16]、ISBN 978-4-253-15123-8
  9. 2015年12月18日発売[17]、ISBN 978-4-253-15124-5
  10. 2016年5月20日発売[18]、ISBN 978-4-253-15125-2
  11. 2016年11月18日発売[19]、ISBN 978-4-253-14171-0
  12. 2017年5月19日発売[20]、ISBN 978-4-253-14172-7
  13. 2017年10月20日発売[21]、ISBN 978-4-253-14173-4
  14. 2018年3月19日発売[22]、ISBN 978-4-253-14174-1
  15. 2018年8月20日発売[23]、ISBN 978-4-253-14175-8
  16. 2019年2月20日発売[24]、ISBN 978-4-253-14176-5
  17. 2019年8月20日発売[25]、ISBN 978-4-253-14177-2
  18. 2020年1月20日発売[26]、ISBN 978-4-253-14178-9
  19. 2020年7月20日発売[27]、ISBN 978-4-253-14179-6
  20. 2021年2月19日発売[28]、ISBN 978-4-253-14180-2
  21. 2021年6月18日発売[29]、ISBN 978-4-253-30501-3
  22. 2022年2月18日発売[30]、ISBN 978-4-253-30502-0
  23. 2022年10月20日発売[31]、ISBN 978-4-253-30503-7
  24. 2023年6月20日発売[32]、ISBN 978-4-253-30504-4
  25. 2023年10月19日発売[33]、ISBN 978-4-253-30505-1
  26. 2024年6月19日発売[34]、ISBN 978-4-253-30506-8
  27. 2025年2月19日発売[35]、ISBN 978-4-253-30507-5
- 井口達也 『アウト 不良の流儀』 ミリオン出版[注 1]、2014年1月20日発売[36]、ISBN 978-4-8130-2240-4

## 実写映画
2023年11月17日に公開された。監督・脚本は品川ヒロシ、主演は倉悠貴。PG12指定。

### キャスト
主なキャストは登場人物の項を参照。
伊丹九蔵
演 - 杉本哲太
人物詳細はオッちゃんを参照。
伊丹静香
演 - 渡辺満里奈
人物詳細はオバちゃんを参照。
石戸
演 - じろう（シソンヌ）
少年課の刑事。達也をマークする。
沢村の姉
演 - 都丸紗也華
少年院の教官
演 - 大悟（千鳥）
達也が入所していた少年院の看守。
焼肉屋「三塁」の客
演 - 庄司智春（品川庄司）

### スタッフ
- 原作：井口達也
- 漫画：みずたまこと『OUT』（秋田書店『ヤングチャンピオン・コミックス』刊）[39]
- 監督・脚本：品川ヒロシ
- 音楽：武史（山嵐 / The Ravens）
- 主題歌：JO1「HIDEOUT」[40]（LAPONE Entertainment）
- 製作：藤原寛、遠藤徹哉、小西啓介、野村明男、竹澤浩、沢考史、宮内和彦
- プロデュース：片岡秀介
- プロデューサー：二宮直彦、中村直史、古賀俊輔
- 共同プロデューサー：木本直樹、姫田伸也
- 撮影：Yohei Tateishi JSC
- 照明：川邉隆之
- 録音・整音：小林圭一
- 美術：相馬直樹、加藤たく郎
- 装飾：中村三五
- スタイリスト：浜辺みさき
- ヘアメイク：MARI
- スタントコーディネーター：富田稔
- 編集：須永弘志
- 音響効果：西村洋一
- 音楽プロデューサー：田井モトヨシ
- VFXスーパーバイザー：鹿角剛
- キャスティング：杉野剛
- 演技事務：出射均
- 助監督：高土浩二
- 制作担当：中島正志
- 製作：映画「OUT」製作委員会（吉本興業、KADOKAWA、ハピネットファントム・スタジオ、博報堂DYメディアパートナーズ、秋田書店、シネメディア）
- 製作幹事：吉本興業[39]
- 制作プロダクション：ザフール[39]
- 配給：KADOKAWA[39]

### 評価
2023年11月20日に発表された週末興行成績ランキングでは初登場第6位にランクインした。